# 東広島市立中央中学校
東広島市立中央中学校（ひがしひろしましりつ ちゅうおうちゅうがっこう）は、広島県東広島市西条町下見にある公立中学校。

## 概要
東広島市の中央部にある。西条中学校からの分離新設校である。三ツ城小学校や寺西小学校の卒業生が主に通う。

## 沿革

### 経緯
市中央部のマンション建設などによる生徒増で手狭になっている西条中学校の生徒の分散を目的に設立された。東広島市に中学校が新設されるのは、市立中学校としては高美が丘中学校以来、21年ぶりである。

### 年表
- 2010年2月 - 起工。
- 2010年10月 - 校章制定。
- 2011年4月 - 開校。
- 2022年4月 - 開校10年

## 部活動

### 運動部
- 陸上競技部
- 野球部
- バスケットボール部（男子・女子）
- バレーボール部（女子）
- ソフトテニス部（男子・女子）
- 卓球部（男子・女子）
- サッカー部
- 剣道部

### 文化部
- 吹奏楽部
- 造形部（美術部に名称を変更 / 2022年）
- 書道部
- 家庭科部
- 情報科学部
- 国際理解部（現在はなし）

## 通学区域
- 東広島市立三ツ城小学校の学区
- 東広島市立寺西小学校の学区

## 進学前小学校
- 東広島市立三ツ城小学校
- 東広島市立寺西小学校
- 校区外の小学校